# 原田猪八郎
原田 猪八郎（はらだ いはちろう、1878年10月 - 1968年6月）は、日本の実業家。

## 経歴・人物
福岡県士族原田直之助の長男として、福岡県糸島郡一貴山村字武（現・糸島市二丈武）に生まれる。原田家は元は格の高い士族であったが、明治維新により没落し、更に、猪八郎が13歳の時に、遠賀郡役所に勤めていた父・直之助が亡くなり困窮するも、母の努力により、1895年福岡県立尋常中学修猷館を卒業する。
1895年九州鉄道に入社、1899年に下関の桝谷貿易に転じるが、母が亡くなったことにより、原田家再興を念願していた母の遺志を継ぐため、1902年6月下関に原田商会を設立し、筑豊炭鉱で使用する鉄鋼機械を販売する。1904年8月日露戦争に際して満洲に基盤を移し、陸軍停泊場司令部の下で、輸送任務に従事する。戦後1906年3月大連に原田組を設立し、金物、建築材料、機械の販売を行い、大阪、奉天、東京に支店を設けて業務を拡張していった。1919年1月原田組を合名会社に改組する。1922年11月から大連市会議員を1期務め、大連商工会議所常議員、満鉄御用商人会会長なども務めた。1937年10月原田組を株式会社原田商事に改組した。
1937年4月、鉄鋼・⾦属学研究の世界的権威であった、東北帝国大学総長本多光太郎の提⾔により、東北帝国大学および東北帝国大学金属材料研究所との産学共同を目的に、仙台に東北特殊鋼を設立し社長に就任。1954年会長となり、1956年相談役となる。